# Ecografia al primer trimestre d'embaràs
El primer trimestre d'embaràs és un moment primordial pel control de l'embaràs, realitzant una ecografia obstètrica. Només amb l'ecografia al primer trimestre d'embaràs es pot respondre a les quatre preguntes principals que es fan al començament d'un embaràs: 
- l'embaràs es desenvolupa bé a l'úter? (detecció precoç de l'embaràs ectòpic).
- l'embaràs evoluciona? (detecció precoç d'avortament espontani).
- quants embrions hi ha? (detecció precoç d'embarassos múltiples).
- data d'inici de l'embaràs? (i per tant la data prevista per al part).

Recordatori: La datació utilitzada en aquest article sempre s'expressa en setmanes després de l'amenorrea.

## L'aspecte ecogràfic de l'embaràs precoç
- El primer signe ecogràfic de l'embaràs és la visualització d'un sac gestacional. És visible entre les quatre setmanes i un dia i les quatre setmanes i tres dies; i mesura de 2-3 mm. L'ús de l'ecografia transvaginal  és sovint necessària per veure-ho. El sac gestacional es veu com un petit punt negre, excèntricament a la cavitat uterina, que correspon a la cavitat coriònica envoltada per una corona d'alta ecogenicitat:  el trofoblast.
- A les cinc setmanes, el sac gestacional mesura 5 mm. És gairebé sempre visible en l'ecografia abdominal. A vegades és difícil afirmar un embaràs intrauterí a causa de l'aparició de pseudosacs gestacionals que es descriuen en els embarassos ectòpics. Només hi ha dos signes que són patognòmics d'un embaràs intrauterí: 
  - L'aparició d'un doble sac decidu (Double Decidual Sac Sign o DDSS) que correspon a un anell interior hiperecogènic  relacionat amb el trofoblast i l'anell exterior hiporecogènic  que té relació amb la transformació de l'endometri durant l'embaràs.
  - La visualització del sac vitel·lí que afirma definitivament la naturalesa ovular de la imatge d'ultrasò.

- La visualització de l'embrió és essencial per afirmar la naturalesa ovular de la imatge i l'evolució d'embaràs. El sac vitel·lí ja és visible a partir de les cinc setmanes i cinc dies via endovaginal, i el seu diàmetre augmenta entre les cinc i deu setmanes per arribar als 5-6 mm. La mida del sac gestacional és 8 mm, de mitjana, i és visible amb l'ecografia abdominal a partir de les set setmanes amb, ja que llavors ja té una mida de 20 mm de mitjana.

## Evolució ecogràfica de l'embrió normal

### Embrió a les 5 setmanes

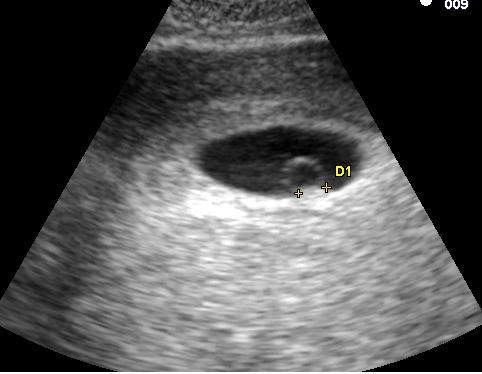
Embrió de 5 setmanes. L'embrió està entre les dues creus. La part superior arrodonida de l'estructura és el rovell d'embrió

L'embrió ja és visible a partir de les cinc setmanes en el cas d'ús de la sonda endovaginal d'alta freqüència. Apareix com una zona hiperecogènica encaixada entre el sac vitel·lí i la paret del sac gestacional. Es pot visualitzar l'activitat cardíaca. No és aconsellable en aquesta etapa utilitzar l'ecografia Doppler per escoltar l'activitat cardíaca embrionària degut a possibles efectes perjudicials en la formació del cor. A causa de la sensibilitat humana al moviment, de vegades és possible visualitzar l'activitat cardíaca abans de la visualització de l'embrió. A la pràctica, l'activitat cardíaca ha de ser sistemàticament vista a partir del moment que l'embrió mesuri 5 mm.

### Embrió a les 6 setmanes

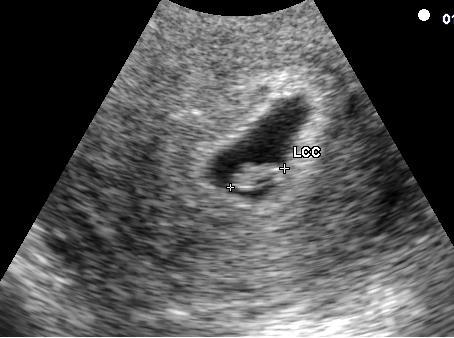
Embrió a les 6 setmanes

El creixement exponencial de l'embrió permet veure'l molt ràpidament. Amb la visualització de l'embrió es pot fer una datació precisa de l'embaràs. En el cas de veure 2 sacs i /o 2 embrions, és necessari determinar el tipus d'embaràs amb bessons, que poden ser de dos tipus: 
- Un sac gestacional que conté dos embrions: es tracta d'un embaràs monocorial (un sac gestacional) format a partir d'un sol ou (monozigòtic). Caldrà observar durant unes setmanes per precisar si és un embaràs monoamniòtic  o diamniòtic.
- Dos sacs gestacionals que conté cadascun un embrió: hi ha un embaràs bicorial (dos sacs gestacionals) i és degut a 
  - la divisió d'un sol ou (monozigòtic) que ocorre dins dels tres dies després de la fertilització. Un terç dels embarassos bicorials són monozigòtics.
  - la fecundació de dos òvuls per dos espermatozoides (bizigòtic).

No és sempre fàcil la distinció entre veritables o falsos bessons. Si amb l'ecografia es troben dos fetus de diferents sexes, es tracta d'un embaràs bizigòtic; però si els fetus són del mateix sexe, és impossible de determinar. Les diferències físiques i biològiques que es poden veure després del naixement poden determinar el caràcter mono o bizigòtic de l'embaràs.

### Embrió a les 8 setmanes
L'embrió mideix entre 15 i 22 mm. El sac vitel·lí que l'alimenta està just al costat. Al final d'aquesta setmana, els colzes es fan visibles.

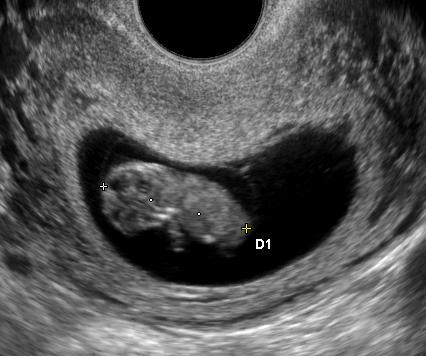
Fetus a les 10 setmanes

### Fetus a les 9 setmanes
A partir d'aquest moment, l'embrió es diu fetus. A aquesta edat, la freqüència cardíaca fetal pot assolir un màxim de 175 batecs per minut.

### Fetus a les 10 setmanes
Les característiques humanes del fetus ja són evidents. Els membres són visibles. El peu forma un angle normal amb relació amb la cama. L'ossificació del crani comença amb l'os occipital. Es comença a veure el cervell i l'estómac.

### Fetus a les 11 setmanes
Les 11 setmanes és el termini mínim per avaluar el risc d'aneuploïdia per mesurament de la translucència nucal. L'embrió mesura 45 mm i el seu aspecte macroscòpic és el definitiu. Teòricament ja són visibles les malformacions externes. Es finalitza el tancament de la paret abdominal, que ja permet el diagnòstic d'una possible gastròsquisi.

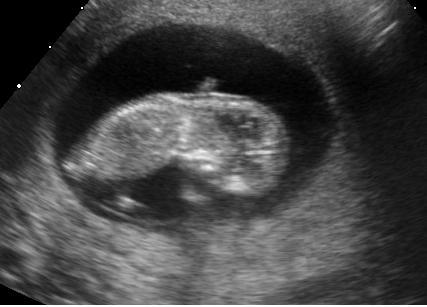
Fetus a les 11 setmanes

L'avaluació del risc d'aneuploïdia mitjançant el mesurament del plec nucal es deu molt al treball de Kipros H. Nicolaides i el seu equip. Els criteris per a una correcta mesura de la translucència nucal són: 
- L'embrió ha de medir entre 45 i 84 mm de longitud crani-caudal (mesurament cap-natja).
- L'embrió ha de ser visible en tota la longitud (longitud crani-cabdal).
- L'embrió ha d'estar en una posició neutral.
- Augment de la imatge del fetus que ha d'ocupar tres quartes parts de la imatge.
- Distinció clara entre la pell fetal i de membrana amniòtica.
- S'han de fer tres mesuraments i s'ha de guardar la més gran.
- El cordó umbilical impedeix el mesurament de la translucència nucal en aproximadament un 5% dels casos.

La quantitat de claredat augmenta durant l'embaràs i és independent de l'edat materna. L'avaluació del risc de la trisomia 21 per translucència nucal es basa en la comparació de la translucència nucal mitjana esperada en comparació amb el mesurament de la translucència nucal. S'utilitzen: 
- la diferència entre la translucència nucal i translucidesa nucal mesura i un multiplicador o divisor que s'aplica al risc de la base donada per l'edat materna i l'evolució de l'embaràs.
- el múltiple de la mitjana (MoM) que és la proporció entre la mesura de la translucència nucal i translucidesa nucal esperada. Aquesta proporció s'aplica al risc de base.

### Fetus a les 12 setmanes
En la majoria dels casos, una ecografia realitzada a les 12 setmanes permet detectar moltes patologies.

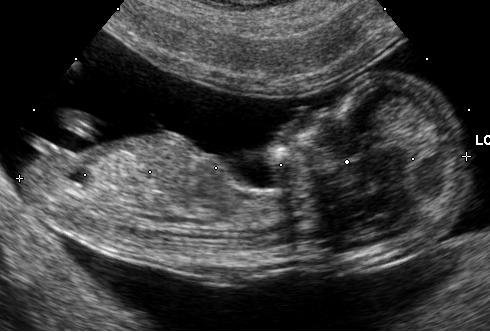
Fetus a les 12 setmanes. La distinció dels òrgans intraabdominals és possible a partir de les 12 setmanes

A l'ecografia d'un fetus de 12 setmanes ja es comença a distingir una zona intra-abdominal blanca que correspon a l'intestí del fetus. En aquest àrea blanca hi ha un petit punt negre que és la bufeta. A la dreta de l'intestí es pot distingir el fetge i el pulmó.

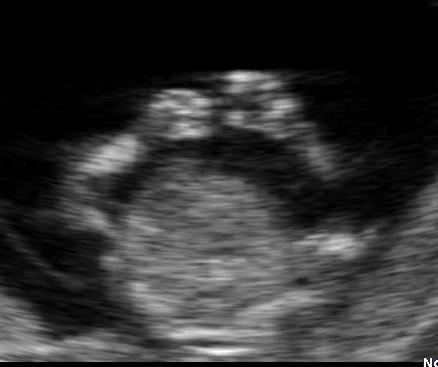
Els dos braços d'un fetus a les 12 setmanes

La cara és explorable i els cristal·lins són distingibles. Els membres també són clarament distingibles. El diagnòstic d'anomalies en les extremitats és factible en aquesta etapa.
Les malformacions cerebrals greus són detectables, com l'anencefàlia o l'holoprosencefalia. Els defectes cardíacs encara no són detectables.

#### Determinació del sexe
És possible la determinació del sexe. Les malalties genètiques associades amb el cromosoma X es poden detectar amb un diagnòstic prenatal. A l'Índia, les dones tenen avortaments per evitar tenir nenes a causa de les conseqüències econòmiques. En aquest país, una llei prohibeix revelar el sexe dels nens no nascuts per evitar molts avortaments de fetus femenins.
Els embrions masculins es veuen entre el 99 i el 100% en qualsevol termini. Els embrions femenins es veuen en el:
- 91% dels casos entre les 12 setmanes i les 12 setmanes i 3 dies
- 99% dels casos entre les 12 setmanes i 4 dies i les 12 setmanes i 6 dies
- 100% dels casos entre les 13 setmanes i les 13 setmanes i 6 dies.

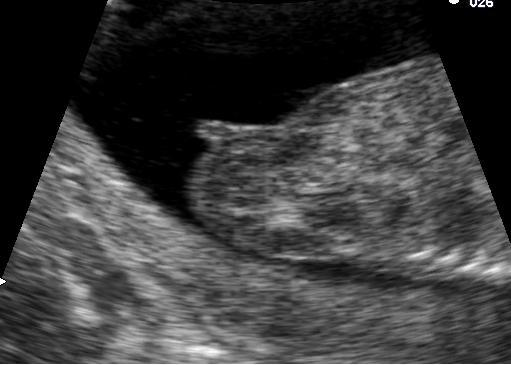
Tubercle genital en un fetus de 14 setmanes. L'orientació indica que és una nena. Les aparences enganyen

La identificació primerenca es fa sobre l'orientació de tubercle genital de l'embrió en una estricta secció sagital de l'embrió. Aquesta formació embrionària és l'origen comú dels genitals externs i interns.
Això es determina mesurant l'angle del tubercle genital amb relació a una línia horitzontal a través de la pell que cobreix la regió lumbar (esquena baixa).
- L'embrió és masculí si l'angle és superior als 30 graus.
- L'embrió és femení si l'angle és inferior als 10 graus.
- Entre aquestos dos àngles la determinació del sexe és impossible.

També es pot determinar el sexe amb l'orientació del tubercle genital: 
- L'embrió és femení si està orientat cap enrere.
- L'embrió és masculí si està orientat cap endavant.

## Determinació de l'edat gestacional
La determinació de l'edat gestacional és essencial per dur a terme certes proves, com l'avaluació del risc de trisomia 21 mitjançant marcadors sèrics previstes. També és essencial una datació segura pel suport òptim en l'amenaça de part prematur, el diagnòstic de creixement intrauterí retardat i la macrosomia fetal.
El càlcul de l'edat gestacional basat principalment en la longitud craneocaudal l'embrió.

## Aspectes ecogràfics anormals en el primer trimestre

### Absència del sac intrauterí
Si la prova d'embaràs en orina i / o sang és positiu, només hi ha tres possibles diagnòstics: 
- L'embaràs és evolutiu, però no tan avançat.
- L'embaràs s'ha detingut.
- Es tracta d'un embaràs ectòpic.

### La visualització d'un sac gestacional o embrió sense sac vitel·lí
En aquest cas, també es donen els mateixos tres possibles diagnòstics: 
- L'embaràs és evolutiu, però no tan avançat.
- L'embaràs s'ha detingut.
- Aquest és un sac pseudo gestacional amb un embaràs ectòpic.

### Visualització d'un embrió sense activitat cardíaca
En aquest cas, només hi ha un possible diagnòstic: 
- L'embaràs s'ha detingut.